# Saint-Gengoux-le-National
Saint-Gengoux-le-National è un comune francese di 1 090 abitanti situato nel dipartimento della Saona e Loira nella regione della Borgogna-Franca Contea.

## Società

### Evoluzione demografica
Abitanti censiti